# Sarp Palaur

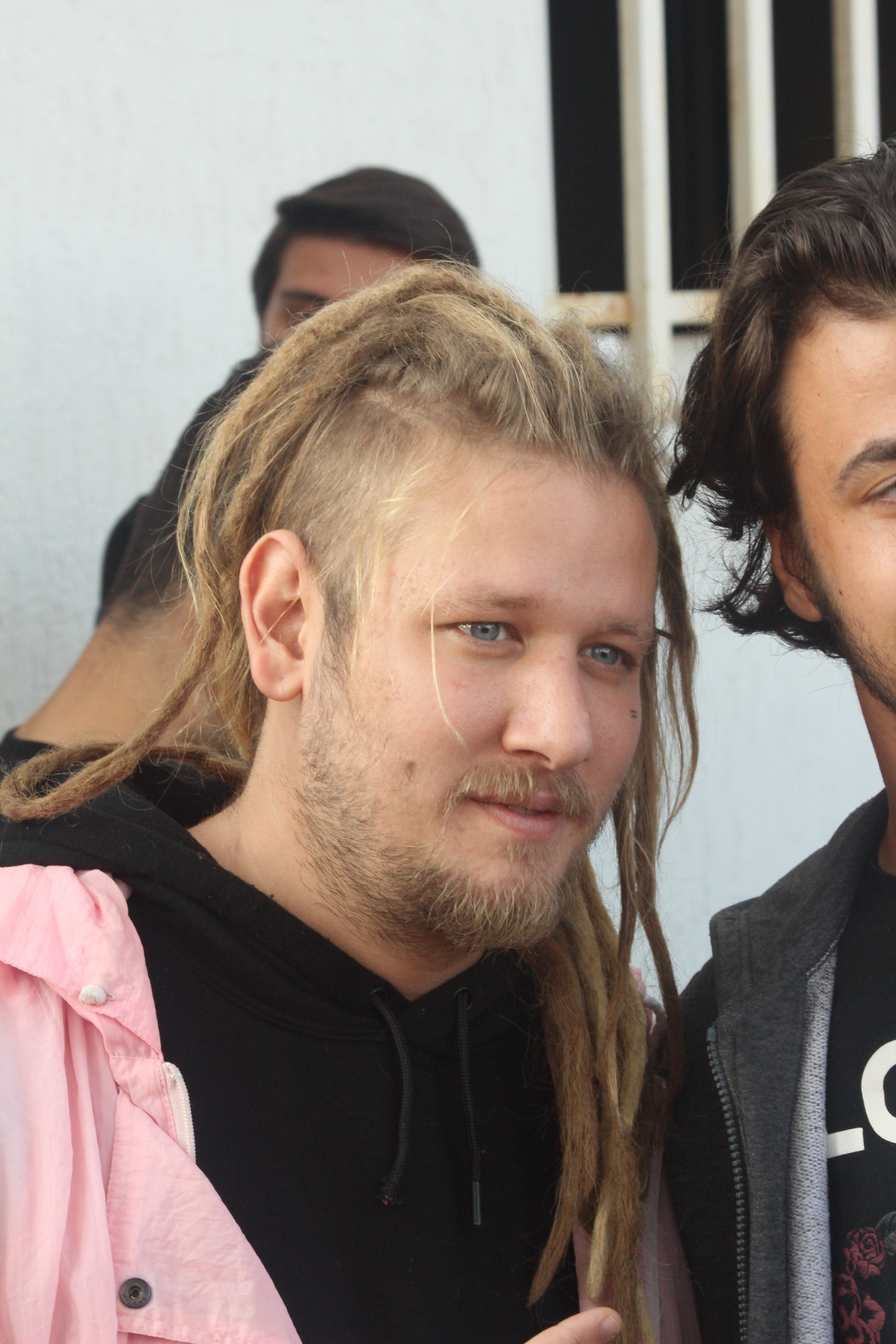
Şanışer (2018)

Sarp Palaur (geboren am 9. November 1987 in Istanbul), genannt Şanışer, auch Şanışer Methüsena, ist ein türkischer Rapper.

## Leben und Karriere
Grund- und Mittelschule besuchte er in Istanbul. Anschließend lebte er in Antalya. 2005 nahm er ein Studium Tourismusmanagement an der Muğla Üniversitesi auf.
Ab 2007 präsentierte er seine Musik im Internet, 2008 erschien sein erstes Solo-Album Ludovico, dem fünf weitere folgten. Das letzte veröffentlichte Şanışer 2018 (Stand Januar 2020).
Bekannt wurde Şanışer vor allem im Jahr 2019 mit der Veröffentlichung des Rap-Liedes Susamam (deutsch: Ich kann nicht schweigen). Das dazugehörige Video auf YouTube hat er zusammengestellt, in welchem er zusammen mit 17 seiner Kollegen die gesellschaftlichen Zustände in der Türkei unter Recep Tayyip Erdoğan massiv kritisieren. Die mitwirkenden Sänger sind Fuat, Ados, Hayki, Server Uraz, Beta, Tahribad-ı İsyan, Sokrat St, Ozbi, Deniz Tekin, Sehabe, Yeis Sensura, Aspova, Defkhan, Aga B, Mirac, Mert Şenel und Kamufle. Das Video dauert 14:54 Minuten, wurde am 5. September 2019 hochgeladen und erreichte in der ersten Woche nach der Publikation mehr als 20 Millionen Abrufe. Es zeigt ein düsteres Bild des Landes, Korruption, misshandelte Frauen, brutale Polizei, zerstörte Umwelt, Zensur.

## Diskografie

### Alben
- 2008: Ludovico
- 2011: Açık Ve Net
- 2012: ikibinoniki / ikibinonbeş
- 2015: Onuncu Gün
- 2016: Otuzuncu Gün
- 2018: Ludovico II
- 2021: Umut

### Kollaborationen
- 2006: Bullshit Öncesi Trackler

### Kollaborationen mit Bela
- 2007: Bullshit Mixtape
- 2007: Günlüğüm

### Livealben
- 2018: Live Sessions (Sezon I)
- 2019: Live Sessions (Sezon II)

### Singles (Auswahl)
- 2011: Bir Melek Diliyorum (mit Rafet el Roman)
- 2011: Açık ve Net (mit Rafet el Roman)
- 2015: Senden & Benden (mit Emar)
- 2016: Ne İçin Yaşıyorum (mit Sokrat ST)
- 2016: Gel
- 2018: Ben Kimim
- 2018: Beni Bana Yar Etmezler
- 2018: Yine Bana Kalırım (mit Sezgin Alkan)
- 2019: Günleri Geride Bırak
- 2019: Susamam (u. a. mit Fuat, Defkhan & Deniz Tekin)
- 2019: Kara Geceler (mit Sezen Aksu)
- 2020: Aynı Sokaklarda
- 2020: Görünce Dünyamın Yıkıldığını
- 2020: Yeniden (mit Cem Adrian)
- 2020: Kara Toprak (mit Deeperise & Cem Adrian)
- 2022: Vur Yüreğim (mit Sertab Erener)